# Authentische Führung
Authentische Führung (engl.: authentic leadership) beschreibt einen positiven Führungsstil, der darauf basiert „sich selbst treu“ zu sein.
Damit steht er in einer Zeit des Wandels, in der immer mehr Unternehmen versuchen nachhaltig, mitarbeiterorientiert und kooperativ zu sein, alten negativen Führungsstilen gegenüber, die selbstzentriert, rücksichtslos und profitorientiert handeln (ungeachtet der Konsequenzen für andere). Authentische Führung setzt demnach auf ethische und moralische Aspekte und nicht auf Aggressivität und Dominanz. Damit ist er eng verwandt mit der Definition der transformationalen Führung.

## Geschichte
Historisch lässt sich das Konzept von Authentizität bis (mindestens) ins alte Griechenland zurückverfolgen. Bereits damals war es den Philosophen wichtig, dem eigenen Selbst und dem „Sich selbst treu bleiben“ besondere Bedeutung beizumessen. Nur wer sich selbst kennt, vermag sich selbst zu beherrschen. Authentische Führung, wie wir sie heute kennen, entwickelte sich aus diesem Verständnis heraus. In den 1960er Jahren wurde sie dazu genutzt die Art zu beschreiben, wie Unternehmen sich selbst durch ihren Führungsstil authentisch darstellen.
Im letzten Jahrzehnt wuchs das Forschungsinteresse im Feld der authentischen Führung vor allem durch Publikationen des Harvard-Professors und ehemaligen Medtronic-CEO Bill George und weiteren aufrufen zur Forschung.

## Einordnung
Authentizität ist ein positives Konstrukt, das, versucht man es zu beschreiben, häufig mit den Worten ehrlich, verlässlich, vertrauensvoll, echt, wahr und ähnlichem in Verbindung gebracht wird. Psychologen der positiven Ausprägung (Positive Psychologists) beschreiben diese Authentizität sowohl als den Besitz der eigenen Erfahrungen (Gedanken, Emotionen oder Annahmen, „Das wahre mir innewohnende Ich“) als auch das Verhalten entsprechend diesem wahren Ich (Verhalten und Ausdrücken der tatsächlichen Gedanken und Annahmen).
Luthens & Avolio (2003) äußern die Annahme, dass sich Authentische Führung aus Bestandteilen zusammensetzt, die sich vor allem in der Nähe der transformationalen Führung verorten lassen. Darunter vor allem das empathische einnehmen moralisch-ethischer Standpunkte und Entwicklung. Luthens, Norman & Hughs (2006) beschreiben authentische Führung als Grundlage bzw. Ausgangspunkt für weitere Führungsstile wie transaktionale oder transformationale Führung. Dabei formulieren sie es so, dass eine transaktionale oder transformationale Führungsperson mehr oder weniger authentisch sein kann, aber eine authentische Führungsperson nicht automatisch einem spezifischen Führungsstil zugeordnet werden kann.

## Theoretische Bestandteile authentischer Führung (Luthans, Norman & Hughs, 2006)
Wichtige Bestandteile des Konzepts von Authentizität sind nach Kernis Selbstwahrnehmung, neutrale Verarbeitung, authentisches Verhalten und Transparenz.

### Selbstwahrnehmung
Nur wer sein Inneres genau kennt, kann dies auch authentisch nach außen tragen. Weiß die Führungsperson um ihre eigenen Werte, Identität, Emotionen, Motive und Ziele hat sie eine Richtlinie für Verhalten und Entscheidungen.
- Werte: Im Sinne der authentischen Führung haben Führungspersonen ein starkes Bewusstsein für ihre inneren Werte und bleiben diesen treu.[10] Werden diese Werte auf die Probe gestellt sind sie in der Lage, situationalen Gegebenheiten zur Kompromittierung zu widerstehen.[11]
- Identität: Authentische Führungspersonen sind sich sowohl ihrer persönlichen, als auch ihrer sozialen Identität bewusst, können zwischen beiden Unterscheiden und situationsbedingt angemessen handeln.
- Emotionen: Eine höhere emotionale Intelligenz führt zu mehr Verständnis der eigenen Emotionen und wie diese unsere Kognitionen und die Fähigkeit, Entscheidungen zu treffen beeinflussen.[12] In der transformationalen Führung gibt es Befunde die nahelegen, das hohe emotionale Intelligenz zu einem verbesserten Umgang mit Mitarbeitenden führt, da Emotionalität besser bewertet und in Betracht gezogen werden kann.[13] Ähnliches wird für das Konzept der authentischen Führung vermutet.
- Motive/Ziele: Authentische Führungspersonen sind zukunftsorientiert und stets bestrebt sich und ihre Mitarbeitenden weiterzuentwickeln. Ein wichtiger Aspekt in diesem Bestreben ist zum Beispiel das suchen von akkuratem Feedback relevanter Personen (Gleichgestellte, Mitarbeitende, Kunden etc.), nicht nur um aktuelle Selbstwahrnehmung zu überprüfen, sondern ebenfalls um mögliche Diskrepanzen zwischen Selbstbild und Realität aufzudecken und anzupassen.[14]

### Neutrale Verarbeitung
Nach Kernis (2003) ist neutrale Verarbeitung (eng. unbiased processing) ein Kernbestandteil des Konzepts der Authentizität. Das bedeutet, dass eine authentische Führungsperson zu einem objektiven Blick auf sich selbst mit allen Stärken und Schwächen fähig ist, ohne diesen zu Verzerren (siehe z. B. kognitive Verzerrung).

### Authentisches Verhalten
Sich authentisch zu verhalten bedeutet, gemäß den eigenen inneren Werten zu handeln. Gewisse Situationen können für Verhalten sorgen, dass diesen Werten zuwiderläuft, was in der Konsequenz zu innerem Konflikt führt. Authentische Führungspersonen tendieren dazu ein derart stabiles Selbstbild zu haben, dass es ihnen leichter fällt in diesen Situationen dem äußeren Druck zu widerstehen und Entscheidungen zu treffen die eher in Kongruenz mit ihrem inneren Selbst stehen.

### Transparenz
Im Gegensatz zu weitläufig praktizierten dysfunktionalen Führungsstilen, in denen andere häufig mit Täuschung dazu gebracht werden zu folgen, setzt authentische Führung auf eine ehrliche Herangehensweise. Durch das transparente zeigen und gleichzeitige Regulieren von ehrlichen Emotionen und Gefühlen (in einem angemessenen Rahmen) wird eine Vertrauensbasis hergestellt die auch den Mitarbeitenden hilft, mit ihren Emotionen und Gefühlen besser umzugehen.